# ロッキード L-14 スーパーエレクトラ

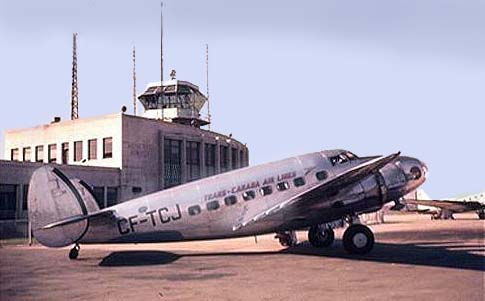
Lockheed 14

ロッキード L-14 スーパーエレクトラ（英語: Lockheed L-14 Super Electra）とは、アメリカ合衆国の航空機メーカーであったロッキードが1930年代後半に開発したレシプロ双発民間旅客機である。

## 概要
スーパーエレクトラは同じロッキードの開発したエレクトラを拡張したタイプであり、1937年7月29日に初飛行した。ロッキードでは114機が生産された。また、スーパーエレクトラは速度性能や搭載量は優れていたが、低速時に失速する癖や安定性不良などの問題もあった。そのため、離陸時などの航空事故も発生していた。
日本の立川飛行機（のちに川崎航空機に移管）でもライセンス生産（ロ式輸送機および一式貨物輸送機）された。1937年10月にノースウエスト航空で就航したほか、ニュージーランドやイギリス、日本など世界各国に輸出され、大日本航空が運用した。特筆すべき事項として、ハワード・ヒューズの操縦によるスーパーエレクトラが1938年に91時間で世界一周飛行を行い、当時の最速記録を樹立している。また、帝国大学航空研究所はロ式輸送機をベースに高高度実験機ロ式B型を開発した。
性能面ではほぼ同クラスのダグラス DC-2を総じて上回っていたものの経済性でダグラス DC-3に及ぶ機体ではなく、市場投入も遅れをとったこともあり、海外市場では日本向けと長距離路線を中心に若干の輸出に成功したが、アメリカではノースウエスト航空以外のエアラインでわずかに3機が使用されたのみであった。また、ノースウエスト航空でも続発する事故により、1939年に全機がDC-3に更新された。
軍用輸送機としても成功作とは言えず、アメリカ陸軍航空隊では不採用となり、第二次世界大戦前の採用例は日本のロ式輸送機を除けば1938年にアメリカ海軍が1機をXR4O-1として試用しただけにすぎない。その後、大戦の勃発によってエアラインで就航していた機体がごく少数、各国軍で使用された。南アフリカ空軍は1940年中の一時期に3機を運用したが、すぐにイギリス空軍へ引き渡された。また、BOACの機体の数機もイギリス空軍に徴用された。オランダ領東インドで使用されていたオランダ領インド航空の3機は1942年にオーストラリアに脱出したのち、同国空軍に使用された。この機体は、1944年にアメリカ陸空軍にC-111と命名された。なお、脱出に失敗した数機が日本軍に鹵獲され、利用された。
一方、イギリス海軍向けの哨戒爆撃機型のハドソン系列は、計3千機弱の大量生産がなされ、一応の活躍をみせた。

## 機体性能 (Model 14-WF62 Super Electra)
- 乗員: 3
- 乗客: 12
- 全長: 13.52 m
- 全幅: 19.97 m
- 高さ: 3.48 m
- 翼面積: 51.2 m2
- 空虚重量: 4,886 kg
- 全備重量: 7,114 kg
- 最大離陸重量: 7,955 kg
- エンジン: Wright SGR-1820-F62 空冷星型レシプロエンジン 760 hp (567 kW) 双発
- 最大速度: 250 mph (402 km/h)
- 航続距離: 2,125 mi (3,420 km)
- 最大上昇高度 24,500 ft (7,649 m)
- 翼面荷量: 28 lb/ft2 (139 kg/m2)